# Hoa Mộc Lan
Hoa Mộc Lan (Phồn thể: 花木蘭; giản thể: 花木兰; bính âm: Huā Mùlán; Wade–Giles: Hua1 mu4 lan2) là một nhân vật nữ anh hùng trong truyền thuyết dân gian của Trung Quốc. Nhân vật này xuất hiện lần đầu trong một truyện thơ mang tên Mộc Lan thi (木蘭詩).
Trong bài thơ này, Mộc Lan vẫn không có họ, quê quán thậm chí cũng không đề cập đến niên đại của nhân vật. Cái họ tên đầy đủ 「"Hoa Mộc Lan"」 trở nên phổ biến cũng bắt đầu từ "Tứ thanh viên" (四聲猿) của học giả đời nhà Minh là Từ Vị. Hình tượng Hoa Mộc Lan đi vào văn hóa Trung Quốc biểu thị một ý nghĩa lý tưởng cao thượng, nói về một thiếu nữ yếu đuối thay cha già đi giả nam để tòng quân. Do đó, cô được lưu truyền rộng rãi qua truyền thuyết và những tác phẩm thiên về thơ ca hoặc sân khấu. Truyền thuyết về Hoa Mộc Lan đã được làm thành phim, cả phim hoạt hình lẫn phim do người đóng, bởi hãng Walt Disney (Mỹ).

## Giai thoại
Thời Bắc Ngụy, có một cô gái tên Hoa Mộc Lan, mồ côi mẹ, sống cùng cha là Hoa Hồ. Ngay từ nhỏ, Hoa Mộc Lan đã xinh đẹp, lại rất thông minh nên được cha yêu quý, vì vậy Mộc Lan được cha cho học cả thơ văn võ thuật.
Sở dĩ cha mẹ của cô lấy tên "Mộc Lan" là vì cha mẹ đi cầu tự trên núi Mộc Lan ở quê nhà, sau đó sinh ra cô. Riêng về võ nghệ, Mộc Lan được nhà sư chùa Đại Ngô truyền dạy các môn đao kiếm, lại giảng cho cả binh pháp, nên mới 10 tuổi, mà Mộc Lan đã có tài nghệ khác thường (vị sư này chính là Ngũ Vân Thiệu, một võ tướng vì thất thủ thành Nam Xương, nên bỏ trốn rồi đổi họ tên đi tu). Năm Hoa Mộc Lan 18 tuổi, dân tộc du mục Nhu Nhiên xâm phạm biên cảnh khiến quân tình khẩn cấp, toàn dân Bắc Nguỵ lên đường ra trận. Hoa Mộc Lan không muốn cha già cực khổ nên lén chuốc rượu cha và âm thầm lên đường tòng quân len lỏi vào đám nam nhân để giết giặc. Sau khi cuộc chiến kết thúc, Hoa Mộc Lan trở về quê nhà và trở lại thân phận một cô gái hiếu thảo. Sau cùng, Mộc Lan được gả cho chàng trai tên Vương Lang.

## Khảo cứu
Bài thơ "Mộc Lan từ" là nguồn khởi đầu của nhân vật Hoa Mộc Lan, cho đến nay vẫn không có đề cập Mộc Lan họ gì và quê quán ở đâu. Căn cứ câu 「"Đán từ Hoàng Hà khứ, Mộ túc Hắc sơn đầu"」, rồi 「"Đãn văn Yên sơn Hồ kỵ thanh thu thu"」 thì địa điểm chinh chiến có lẽ tọa lạc ở Hoàng Hà và hai vùng Hắc Sơn cùng Yên Sơn.
Thời đại của nhân vật cũng không có đề cập, "Mộc Lan từ" cung cấp cực ít tin tức, đại khái họ và quê quán là có nhiều dị bản cùng tranh luận nhất. Còn về thời đại, ban đầu bài thơ này là nhạc phủ, được trích thấy ở "Cổ kim nhạc lục" (古今樂錄) thời Nam triều nhà Trần của thời Nam-Bắc triều, do địa danh trong thơ đại đa số ứng với phía Bắc nên rất dễ hình dung thời đại được đề cập là Bắc Ngụy, dù chẳng ai khẳng định điều này, vì thế có không ít dị bản nói thời đại của nhân vật là thời nhà Đường. Từ đó, "Mộc Lan từ" nổi tiếng và bắt đầu thêu dệt hình ảnh truyền kỳ, nhưng thực sự nổi tiếng là qua Thư Mộc Lan thế phụ tòng quân (雌木蘭替父從軍) của Từ Vị nhà Minh. Trong vở kịch này, Mộc Lan tự xưng:「"Thiếp thân họ Hoa, tên Mộc Lan, tổ tiên từ thuở Tây Hán là Lương gia tử của 6 quận, nhiều đời trú ngụ ở quận Ngụy thuộc Hà Bắc"; 妾身姓花名木蘭，祖上在西漢時，以六郡良家子，世住河北魏郡。」, cũng từ đây mà [Hoa Mộc Lan] mởi dần phổ biến và biến thành một hình tượng nữ tử nổi tiếng.
Sách Khúc hải tổng mục Đề yếu (曲海總目提要) khi nói về Hoa Mộc Lan có đánh giá:
| “                                          | 木蘭事雖詳載古樂府。按明有韓貞女事，與木蘭相類，渭蓋因此而作也。木蘭不知名，記內所稱姓花名弧及嫁王郎事，皆係渭撰出。 . Câu chuyện của Mộc Lan tuy được ghi ở nhạc phủ tên "Mộc Lan từ", nhưng đời đầu Minh có chuyện Hàn Trinh Nữ giả nam trang tòng quân, cùng chuyện về Mộc Lan rất giống nhau, do vậy lấy đó mà viết kịch bản về Mộc Lan. Vốn dĩ không biết Mộc Lan họ gì, sau gọi cha của Mộc Lan họ Hoa tên Hồ, sau lại cho Mộc Lan gả cho Vương Lang, đều là chuyện xưa bịa đặt cả. | ” |
| — "Khúc hải tổng mục Đề yếu" - Thư Mộc Lan | |   |

Do "Hoa Mộc Lan" chỉ là một sản phẩm hư cấu, vô tình phổ biến của Từ Vị nên cái họ Hoa của Mộc Lan không có thực, cũng vì thế mà rất nhiều người đời Minh và đời Thanh cũng tự có một "phiên bản Mộc Lan" với đủ loại họ. Sách "Huyện chí" của huyện Hoàng Bi thời Khang Hi có ghi:「"Mộc Lan, con gái bổn huyện, mang họ Chu thị, sinh thời Đường,... giả nam tử thay cha tòng quân,... Đến nay nhà này vẫn còn ở dưới núi Mộc Lan";木蘭，本縣朱氏女，生於唐初，......假男子代父從軍，......至今其家猶在木蘭山下」. Người đời Minh là Lưu Duy Đức (刘惟德) có sáng tác "Hàn Mộc Lan truyện" (韓木蘭傳), có ghi:「"Thiếu nữ Mộc Lan, họ Hàn, nguyên tên là Nga, người Lãng Trung thuộc Tứ Xuyên"; 少女木蘭，姓韓，原名娥，四川閬中人」.

## Bài thơ Mộc Lan

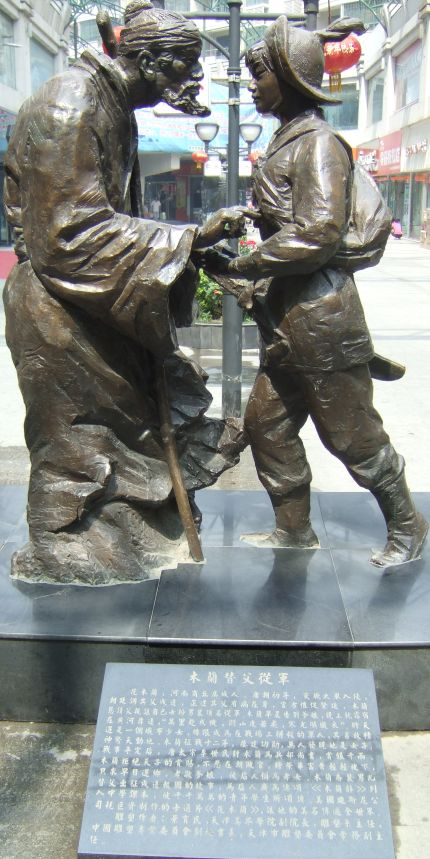
Tượng Hoa Mộc Lan và cha, tại Tân Hương, Hà Nam.

Nguyên văn bài thơ Mộc Lan từ (木蘭詩), thứ đã tạo nên hình tượng Hoa Mộc Lan:
| 木蘭詞 ... 唧唧復唧唧， 木蘭當戶織， 不聞機杼聲， 惟聞女歎息。 問女何所思， 問女何所憶。 女亦無所思， 女亦無所憶。 昨夜見軍帖， 可汗大點兵； 軍書十二卷， 卷卷有爺名。 阿爺無大兒， 木蘭無長兄， 願為市鞍馬， 從此替爺征。 東市買駿馬， 西市買鞍韉， 南市買轡頭， 北市買長鞭。 旦辭爺孃去， 暮宿黃河邊， 不聞爺孃喚女聲， 但聞黃河流水聲濺濺。 旦辭黃河去， 暮宿黑山頭， 不聞爺孃喚女聲， 但聞燕山胡騎聲啾啾。 萬里赴戎機， 關山度若飛， 朔氣傳金柝， 寒光照鐵衣。 將軍百戰死， 壯士十年歸。 歸來見天子， 天子坐明堂， 策勳十二轉， 賞賜百千強。 可汗問所欲， 「木蘭不用尚書郎， 願借明駝千里足， 送兒還故鄉。」 爺孃聞女來， 出郭相扶將； 阿姊聞妹來， 當戶理紅妝； 小弟聞姊來， 磨刀霍霍向豬羊。 開我東閣門， 坐我西閣床； 脫我戰時袍， 著我舊時裳； 當窗理雲鬢， 對鏡貼花黃。 出門看伙伴， 伙伴皆驚惶： 同行十二年， 不知木蘭是女郎！ 雄兔腳撲朔， 雌兔眼迷離， 兩兔傍地走， 安能辨我是雄雌？ | Mộc Lan từ ... Tức tức phục tức tức, Mộc Lan đương hộ chức, Bất văn cơ trữ thanh, Duy văn nữ thán tức. Vấn nữ hà sở tư, Vấn nữ hà sở ức. Nữ diệc vô sở tư, Nữ diệc vô sở ức. Tạc dạ kiến quân thiếp, Khả hãn đại điểm binh; Quân thư thập nhị quyển, Quyển quyển hữu gia danh. A gia vô đại nhi, Mộc Lan vô trưởng huynh, Nguyện vi thị yên mã, Tòng thử thế gia chinh. Đông thị mãi tuấn mã, Tây thị mãi yên tiên, Nam thị mãi bí đầu, Bắc thị mãi trường tiên. Đán từ gia nương khứ, Mộ túc Hoàng hà biên, Bất văn gia nương hoán nữ thanh, Đãn văn Hoàng hà lưu thủy thanh tiễn tiễn. Đán từ Hoàng Hà khứ, Mộ túc Hắc sơn đầu, Bất văn gia nương hoán nữ thanh, Đãn văn Yên sơn Hồ kỵ thanh thu thu. Vạn lý phó nhung cơ, Quan sơn độ nhược phi, Sóc khí truyền kim thác, Hàn quang chiếu thiết y. Tướng quân bách chiến tử, Tráng sĩ thập niên quy. Quy lai kiến thiên tử, Thiên tử toạ minh đường, Sách huân thập nhị chuyển, Thưởng tứ bách thiên cường. Khả hãn vấn sở dục, 「Mộc Lan bất dụng thượng thư lang, Nguyện tá minh đà thiên lý túc, Tống nhi hoàn cố hương.」 Gia nương văn nữ lai, Xuất quách tương phù tương; A tỷ văn muội lai, Đương hộ lý hồng trang; Tiểu đệ văn tỷ lai, Ma đao hoắc hoắc hướng trư dương. Khai ngã đông các môn, Toạ ngã tây các sàng; Thoát ngã chiến thì bào, Trước ngã cựu thì thường; Đương song lý vân mấn, Đối kính thiếp hoa hoàng. Xuất môn khán hoả bạn, Hoả bạn giai kinh hoàng: Đồng hành thập nhị niên, Bất tri Mộc Lan thị nữ lang! Hùng thố cước phác sóc, Thư thố nhãn mê ly, Lưỡng thố bàng địa tẩu, An năng biện ngã thị hùng thư? | Dịch thơ bởi Nam Trân ... Than thở lại thở than, Mộc Lan dệt bên cửa. Không nghe tiếng thoi đưa Chỉ nghe cô than thở. Phải chăng buồn vì lo, Phải chăng buồn vì nhớ? Không phải buồn vì lo, Không phải buồn vì nhớ. Đêm qua nhìn quân thiếp Biết có lệnh trưng binh. Danh sách mười hai tập, Đều ghi tên bố mình. Bố không con trai lớn, Mộc Lan không có anh. Cô quyết mua yên ngựa, Thay bố đi tòng chinh. Mua ngựa ở chợ Đông, Mua yên ở chợ Đoài, Chợ Nam mua cương khớp, Chợ Bắc mua roi dài. Biệt mẹ cha buổi sớm, Tối cạnh Hoàng Hà ngơi. Chẳng nghe tiếng mẹ cha gọi con gái, Chỉ nghe Hoàng Hà sóng nước thét hoài. Biệt Hoàng Hà buổi sớm, Tối đến Hắc Sơn ngơi. Chẳng nghe tiếng mẹ cha gọi con gái, Chỉ nghe Yên Sơn ngựa giặc hí vang trời. Muôn dặm xông ra trận, Quan ải vụt bay đi. Mõ đồng rền chướng khí, Trăng lạnh rọi nhung y. Trăm trận tướng quân chết, Mười năm tráng sĩ về. Về bái yết thiên tử, Thiên tử ngồi minh đường. Xét thưởng hai mươi bậc, Ban cho trăm ngàn vàng. Vua dò hỏi ý muốn - "Mộc Lan không nhận chức quan sang, Chỉ xin thiên lý mã, Đưa về với cố hương". Mẹ cha nghe tin ấy, Ra thành đón con về. Chị cô nghe tin ấy, Sửa soạn chốn buồng the. Em trai nghe tin ấy, Mài dao soàn soạt mổ bò dê. Cô mở cửa gác Đông, Cô ngồi giường gác Tây. Cởi bỏ bộ quân phục, Mặc xiêm áo thường ngày. Bên song sửa mái tóc, Hoe vàng ngắm gương cài. Ra cửa thăm bè bạn, Bạn bè thảy ngạc nhiên: "Mười hai năm đồng ngũ, Ngờ đâu gái giả trai!" Thỏ đực chân mấp máy, Thỏ cái mắt mê tơi. Cặp thỏ song song chạy, Nhận ra ta đực cái mới tài. |

Đây là bài quân ca nổi tiếng trong lịch sử văn học Trung Quốc. Nội dung bài thơ đơn giản, không có những chi tiết ly kỳ, không có những éo le làm xao xuyến lòng người. Bài thơ kể về câu chuyện một người thiếu nữ thay cha tòng quân. Nhà không có con trai lớn để nhập ngũ, cha già thì đã cao tuổi, người thiếu nữ ấy liền ăn mặc giả nam nhi để tòng quân thay cha. Nàng ở trong quân ngũ mười hai năm, lập được nhiều chiến công. Khi trở về triều đình, nhà vua muốn ban thưởng chức tước, nàng đều không nhận, chỉ xin ngựa tốt để trở về quê nhà. Về đến nhà, nàng lại mặc trang phục nữ nhi, trang điểm soi gương, trở lại với cuộc sống bình thường như trước khi nhập ngũ.
Trong kho tàng dân ca nhạc phủ phong phú của dân tộc Trung Quốc, "Mộc Lan từ" và "Khổng tước đông nam phi" đời Đông Hán được đánh giá là hai bài dân ca hay vào bậc nhất. Nhưng hai tác phẩm này hoàn toàn khác nhau. Nếu "Khổng tước đông nam phi" là bài tình ca diễm lệ bi thảm mang theo tình điệu của người phương Nam, thì "Mộc Lan từ" là bài quân ca hùng tráng khẳng khái thể hiện khí chất của người phương Bắc. Bản "Mộc Lan từ" còn lưu truyền ngày nay là bản đã qua bút pháp của các thi nhân đời nhà Đường, tuy nhiên vẻ hào hùng đẹp đẽ nguyên thủy vẫn còn được thể hiện rõ ràng.

## Hình ảnh văn hóa

Phim hoạt hình nổi tiếng Mulan của Walt Disney, năm 1998.

### Kịch
- Tiếng Trung: vở kinh kịch và các thể loại ca kịch Trung Quốc khác đã xây dựng nhiều vở kịch về Hoa Mộc Lan
- Tiếng Việt: sân khấu cải lương Sài Gòn thời Việt Nam cộng hòa đã có nhiều vở cải lương về đề tài nhân vật này.

### Điện ảnh
- Phim Hoa Mộc Lan ra trận năm 1939, diễn viên Trần Vân Thường (陈云裳) thủ vai.
- Phim Nữ tướng quân Hoa Mộc Lan năm 1964, diễn viên Lăng Ba thủ vai.
- Phim Hoa Mộc Lan năm 2009 của đạo diễn Mã Sở Thành, diễn viên Triệu Vy thủ vai.
- Phim Mộc Lan năm 2011 của đạo diễn Jan de Bont, kịch bản phim John Blickstead với sự tham gia diễn xuất của ngôi sao màn bạc Hoa ngữ Chương Tử Di. Tuy nhiên hiện nay dự án vẫn chưa được thực hiện.[cần dẫn nguồn]
- Phim Mulan năm 2020, diễn viên Lưu Diệc Phi thủ vai: Hoa Mộc Lan (phim 2020)
- Phim Hoa Mộc Lan Vô Song năm 2020, diễn viên Lưu Vịnh Hi thủ vai Hoa Mộc Lan

### Truyền hình
- Phim Thiên Địa Kỳ Anh Hoa Mộc Lan 1996 của Đài Loan, với diễn xuất của Dương Lệ Thanh
- Phim Hoa Mộc Lan năm 1998 tại Hồng Kông của hãng TVB, với diễn xuất của Trần Diệu Anh.
- Phim Hoa Mộc Lan năm 1999 của Đài Loan, do Viên Vịnh Nghi thủ vai.
- Phim Hoa Mộc Lan Truyền Kỳ năm 2012 của đạo diễn Ngụy Đào, diễn viên Hầu Mộng Dao (侯梦瑶) thủ vai.

### Hoạt hình
- Phim hoạt hình Hoa Mộc Lan năm 1998 và phần 2 năm 2005 của hãng Walt Disney Pictures
- Phim hoạt hình Bí mật Hoa Mộc Lan của đạo diễn Peter Fernande

### Trò chơi
- Nữ tướng Hoa Mộc Lan trong trò chơi Vương Giả Vinh Diệu (2015).

### Truyện tranh
- Truyện Ô Long Viện (tập 5): Nữ tướng Hoa Mộc Lan.